# اکیمانگالا
اکیمانگالا (به انگلیسی: Akkimangala) یک منطقهٔ مسکونی در هند است که در کارناتاکا واقع شده‌است.